# Nikola Hejko
Nikola Hejko est un acteur et réalisateur ukrainien né le 22 mai 1960 à Pomitchna (Ukraine) et mort à Moscou le 13 mai 2009.

## Biographie
Né dans la ville de Pomitchna dans l'oblast de Kirovohrad en Ukraine en 1960. Après ses études secondaires, il entre au département de marionnettes de l'école de théâtre de Dnepropetrovsk en 1975. En même temps, il travaille au théâtre de marionnettes.
Après avoir obtenu son diplôme à l'école de théâtre en 1979, sur la recommandation des enseignants, il part pour Leningrad, où il poursuit ses études à l'Institut d'État russe des arts de la scène dont il sort diplômé en 1984. En 1986-1987, il travaille comme directeur du théâtre de marionnettes à Ivanovo et Smolensk.
De 1987 à 1989, il étudie aux cours supérieurs de cinéma (atelier de Rolan Bykov) à Moscou.
En 1991, il réalise son premier film Memento Mori, un drame sur le thème d'adolescence, qui reçoit un prix spécial du festival Sozvezdie en 1993.
Les dernières années, il a vécu et travaillé en République tchèque.
En 2005, il porte à l'écran le roman policier de Paulina Dachkova, dans la série télévisée Le Chérubin. Sa dernière création est une série télévisée Churchill (2010), l'histoire d'un diplomate à la retraite qui, pour tromper l'ennui, observe le va-et-vient de ses voisins et finit ainsi par résoudre une affaire criminelle.
Décédé d'un cancer du côlon le 13 mai 2009 à Moscou, Nikola Hejko est enterré dans sa ville natale.

## Filmographie

### comme acteur
- 1989 : Utoli moyi pechali
- 1996 : Septej : russe
- 1998 : Minulost
- 1999 : Kanárek : russe
- 2002 : Pisma k Elze
- 2002 : Biker
- 2004 : Mirage (en macédonien : Илузија, Iluzija) de Svetozar Ristovski : Chernobyl

### comme réalisateur
- 1991 : Memento Mori
- 1998 : Nemci za Uralem
- 2005 : Le Chérubin (Херувим), série télévisée
- 2010 : Churchill (Черчилль), série télévisée